# Sparasion formosum
Sparasion formosum är en stekelart som beskrevs av Jean-Jacques Kieffer 1910. Sparasion formosum ingår i släktet Sparasion och familjen Scelionidae. Inga underarter finns listade i Catalogue of Life.